# غابة الشهداء
غابة الشهداء (بالعبرية: יער הקדושים) (ياعار هقدوشيم) هي غابة تقع على مشارف القدس، إسرائيل. تقع على الطرف الغربي من غابة إشتول بالقرب من بيت مئير. وقد غُرِست كنصب تذكاري لأولئك الذين ماتوا في الهولوكوست وهي تضم ستة ملايين شجرة، ترمز إلى ستة ملايين يهودي الذي قضوا على أيدي النازيين خلال الحرب العالمية الثانية.
يحتوي النصب التذكاري على نحت من قبل ناثان رابوبورت بعنوان نصب الحريق.

## وصلات خارجية
- خرائط (مشروحة باللغة العبرية)